# Postpaket

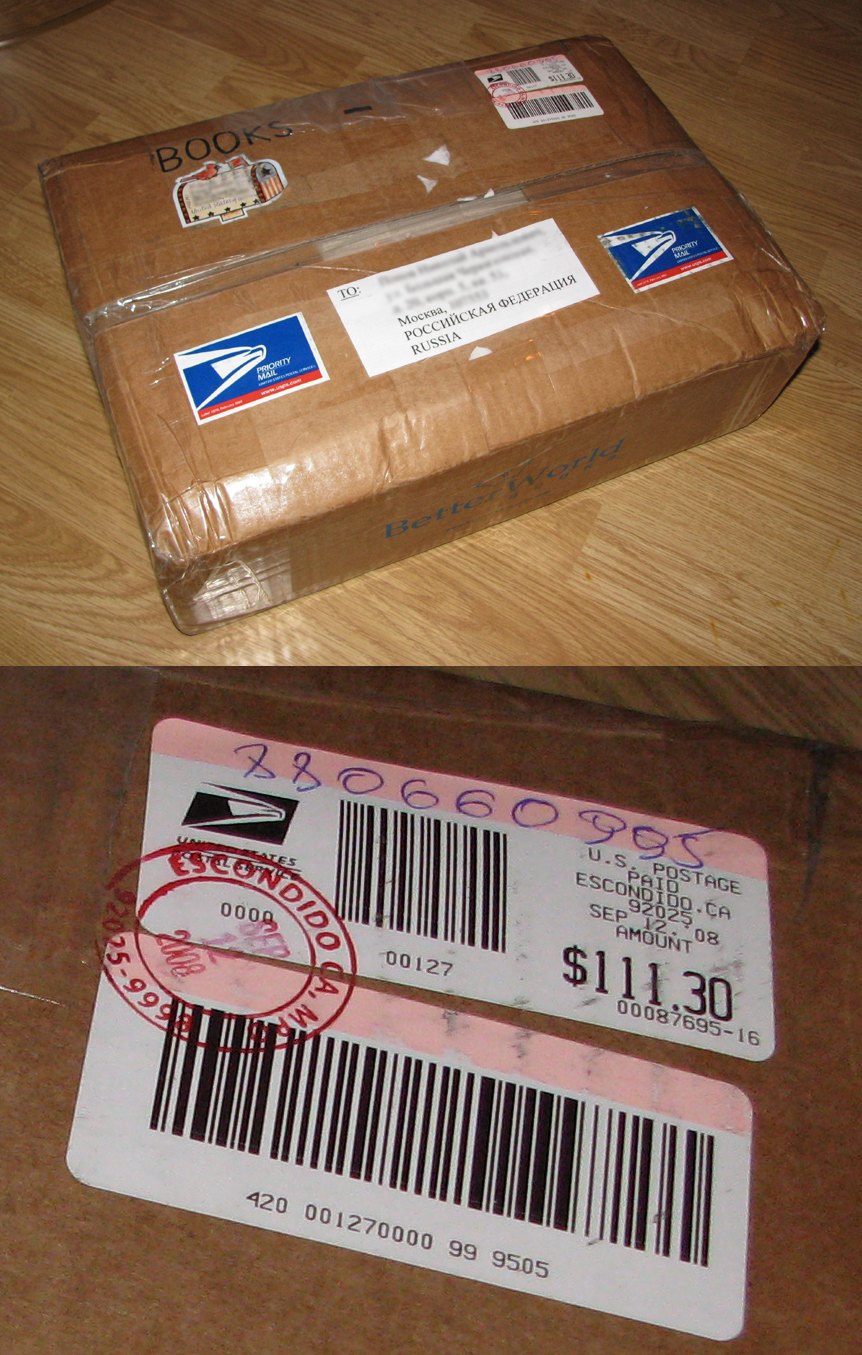
Paket, versandt aus den USA nach Russland

Als Postpaket wird im allgemeinen Sprachgebrauch eine Paketsendung bezeichnet, also ein Paket, das mit der Post oder einem vergleichbaren Dienst verschickt wird.

## Geschichte
Pakete sind Postsendungen, die nach Größe, Gewicht und Inhalt nicht als Briefpostgegenstände verschickt werden können. Pakete wurden in größeren Mengen von den staatlichen und Thurn und Taxischen Posten mit Einrichtung einer regelmäßigen Fahrpost, Mitte des 17. Jahrhunderts, angenommen. Bis ins 19. Jahrhundert war bei allen Fahrpostsendungen Inhalt und Wert anzugeben. Alle Pakete mussten versiegelt sein. Schadensersatz war in seiner Höhe nicht beschränkt. Paket und Wertpaket waren so kaum zu unterscheiden. Je nach dem Inhalt wurde die Gebühr für das Paket nach Gewicht und Entfernung oder nach Wert und Entfernung erhoben.
Ein Postzwang für Pakete bis 20 Pfund wurde in Preußen bereits 1715 eingeführt und bereits 1782 auf 40 Pfund ausgedehnt. Mit der Neugestaltung Preußens (1815) ging die Einheitlichkeit verloren. Dem Postzwang unterlagen Pakete, bis 40 Pfund in den älteren Provinzen, bis 2 Pfund in den Rheinprovinzen und bis 50 Pfund in den Bergischen Landen, seit 1852 auf einheitliche 20 Pfund. Das Höchstgewicht war ebenso unterschiedlich, während Thurn und Taxis 1706 Pakete nur bis 30 oder 40 Pfund zuließ, erhöhte sie 1748 diese Grenze auf 100 Pfund. Das Gleiche galt für Preußen. Bayern hatte zeitweise 80 Pfund, Württemberg zeitweise 130 bis 200 Pfund als Grenze festgesetzt. Mit Aufkommen der Eisenbahn, die niedrigere Tarife anbieten konnte, waren Höchstgewichte kein Thema mehr. Seit dem 1. Oktober 1919 war das Höchstgewicht für Inlandspakete auf 20 kg festgesetzt. Der Postzwang fiel 1860 für gewöhnliche Pakete und 1868 für alle Pakete. Bayern unterwarf, nach der Übernahme der Post durch den Staat, Pakete bis 15 Pfund dem Postzwang, ließ aber Ausnahmen zu. In Württemberg bestand seit 1821 für gewisse Güter Postzwang.

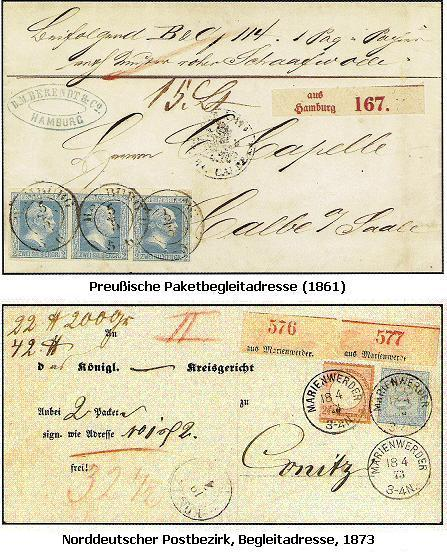
Preußen und NDP: Paketbegleitbriefe im 19. Jhdt.

Ein Unterschied zwischen Paketen mit oder ohne Wertangabe bestand, was die Höhe der Gewährleistung angeht, bis zur Mitte des 19. Jahrhunderts nicht. Preußen führte 1852 eine Unterscheidung zwischen Paketen mit und ohne Wertangabe ein. Der Deutsch-Österreichische Postverein, Preußen, Bayern (1858) und Württemberg (1851) schränkten die Ersatzleistung für gewöhnliche Pakete auf 10 Silbergroschen (Sgr.) oder 30 Kreuzer (Kr.) je Pfund der Sendung ein. Der Norddeutsche Bund erhöhte die Summe auf 1 Taler oder einen Gulden 45 Kreuzer für das Pfund. Bei Wertsendungen wurde der angegebene Wert ersetzt.
Das preußische Postregulativ von 1824 bezeichnete als Paket, was pro Pfund einen Wert bis 10 Taler hatte. An Porto wurde 3 Pfg. pro Pfund und je 5 Meilen, mindestens doppeltes Briefporto, bei Paketen über 4 Pfund mindestens dreifaches Briefporto verlangt. Durch die aufkommende Eisenbahnbeförderung fiel die Gebühr 1847 auf 1½fach, wenn ausschließlich die Bahn benutzt wurde. Alle anderen Bestimmungen blieben unverändert. Seit 1848 wurde auf die Wertangabe bei gewöhnlichen Paketen verzichtet. Alle Pakete wurden nach Gewicht berechnet. Bei Wertangabe kam eine Versicherungsgebühr hinzu. Diese Dinge, wie Portoberechnung und Versandvorschriften, wechselten häufig.

Reichspost: Paketkarten

Die Paketbegleitpapiere, Frachtbriefe, Begleitbriefe, Paketadressen, Paketkarten wurden ursprünglich nur für größere Frachtstücke, für Pakete, bei denen eine Adresse keinen Platz fand, und für alle Fahrpostsendungen verlangt. In der Form der Begleitpapiere bestand weitgehende Freiheit. Üblich waren regelgerecht verschlossene Briefe, die bis zu einem gewissen Gewicht (¾ Lot, 1 Zolllot) gebührenfrei befördert wurden. Sie durften keine Wertgegenstände enthalten. Es genügte aber auch ein Blatt Papier (Adresse), auf dem außer der Anschrift die Beschaffenheit der Sendung (Verpackung), die Wertangabe oder sonstige Vermerke niedergeschrieben waren. Außerdem musste der Begleitbrief einen Siegelabdruck vom selben Petschaft enthalten, mit dem das Paket verschlossen war. Der Zwang, Pakete mit Siegel oder Plomben zu verschließen, wurde seit 1871 in Preußen und Bayern, seit 1875 in Württemberg aufgehoben. Im Norddeutschen Postbezirk konnten Correspondenzkarten als Begleitbrief genommen werden. Bis 1873 wurden Begleitbriefe, zusammen mit den Paketen, mit der Fahrpost befördert, danach mit der Briefpost, unabhängig von den Paketen. 1874 wurde die Paketadresse (gelbes Steifpapier) eingeführt. Sie ging nach der Verwendung in das Eigentum der Post über (jedoch nicht bei einigen ausländischen Postverwaltungen, wie z. B. Schweiz, Belgien, Großbritannien, USA). Nur der Abschnitt konnte immer vom Empfänger abgetrennt werden, er konnte zu kurzen Mitteilungen genutzt werden. Ab 1910 gab es Paketadressen auch für Nachnahmepakete mit anhängender Postanweisung. Seit dem 1. Juli 1914 haben sie den Namen Paketkarten.

## Paketaufkleber

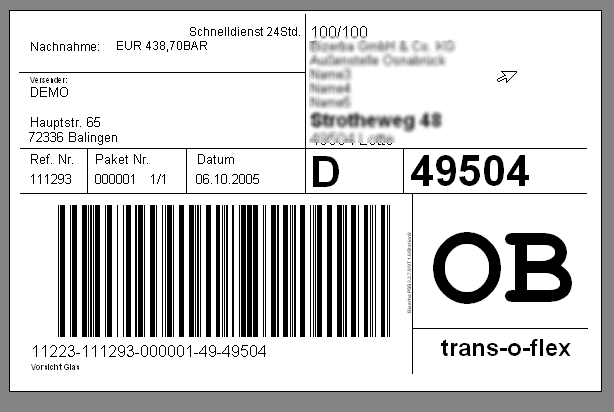
Paketaufkleber des Versanddienstleisters Trans-o-flex Express.

Ein Paketaufkleber leitet ein Packstück vom Absender zum Empfänger.
Es muss mindestens die Zustellanschrift des Empfängers sowie die Absenderadresse aufgedruckt sein.
Der Aufkleber wird aus Kostengründen fast nur im Thermodirektdruck-Verfahren erstellt.
Der Klebstoff und das Thermopapier sollen so beschaffen sein, dass der Aufkleber beim Abziehen vom Packstück zerstört wird.
Zusätzlich werden häufig folgende Daten aufgedruckt:
- Datum
- Gewicht
- Anzahl Packstücke (Paket X von Y)
- Paketnummer / Identcode als Barcode und Klartext (siehe auch NVE)
- Routerbarcode(s) / Leitcode
- Routungsinformation
- Frankatur
- Serviceart (im Beispiel Schnelldienst 24Std)
- Bemerkung (z. B. bitte nicht werfen)

## Anbieter (Auswahl)

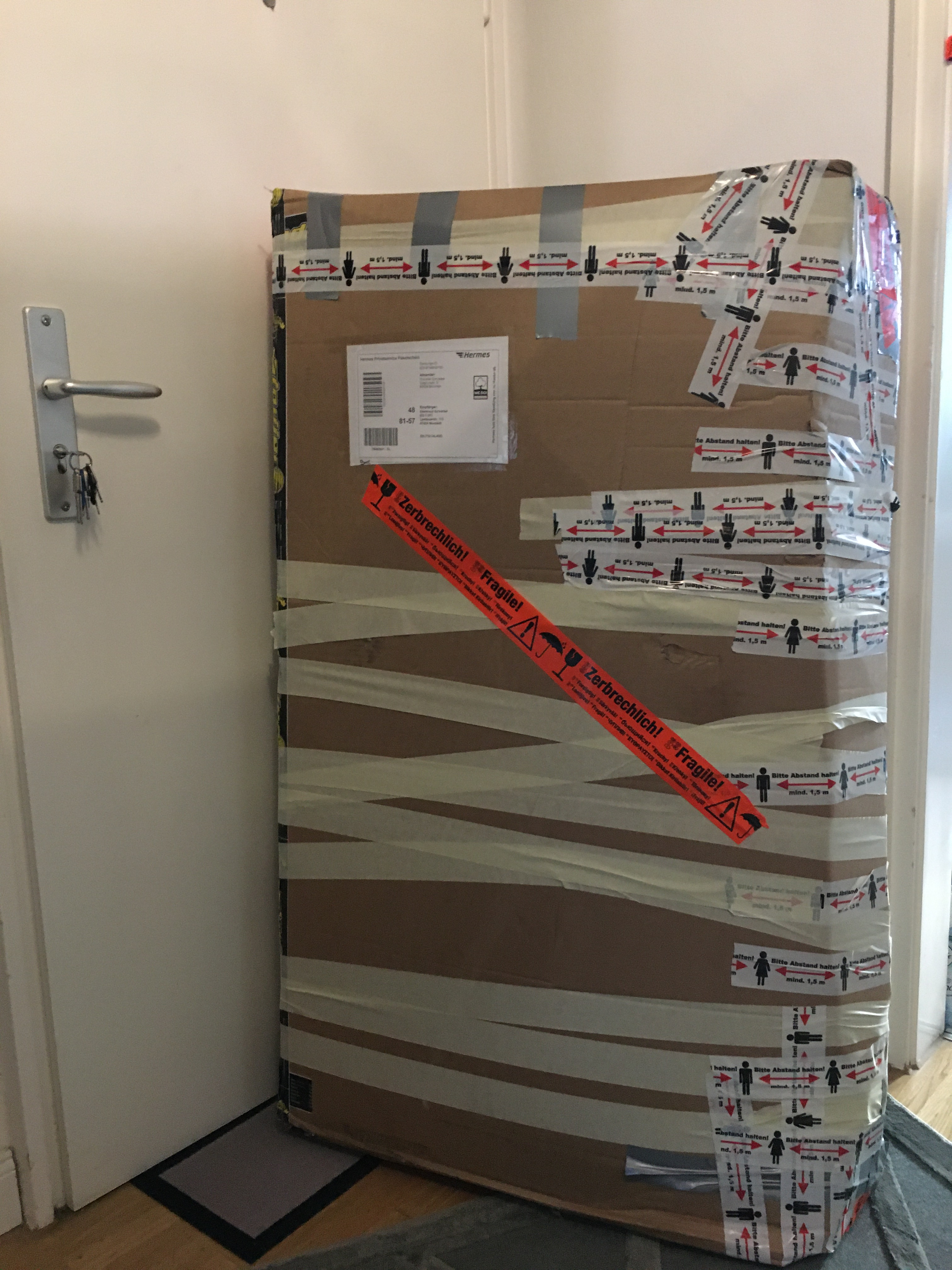
Ein LCD-Fernsehgerät (46 Zoll) in einem Karton von 1,20 m Höhe und 70 cm Breite. Solche Pakete übersteigen die zulässigen Maximalmaße der Paketbeförderer werden als teuereres Sperrgut versendet.

Weltweite Marktführer im Paketgeschäft sind die US-amerikanischen Unternehmen United Parcel Service und FedEx. Auf den europäischen Märkten haben sich neben den jeweiligen ehemaligen staatlichen Postdienstleistern weitere Unternehmen entwickelt wie zum Beispiel Hermes Europe.
Das DHL Paket ist ein Produkt der Deutsche Post DHL Group zum nationalen und internationalen Transport von Gütern bis zu einem Höchstgewicht von 31,5 kg. Sowohl im nationalen als auch im internationalen Versand betragen die minimalen Abmessungen 15 cm × 11 cm × 1 cm, die maximalen 120 cm × 60 cm × 60 cm. Diese Pakete sind -im Gegensatz zu Päckchen- standardmäßig gegen Verlust bis zu 500 EUR Wert versichert, höhere Versicherungen sind optional erwerbbar. Die Deutsche Post DHL Group schließt in bestimmten Fällen Sendungen von der Beförderung aus. Dies umfasst unter anderem die Beförderung von Wertgegenständen über einen bestimmten Wert hinaus oder von Gegenständen oder Sendungen, von denen Gefahren für Personen oder Sachen ausgehen.